# Municipio de Sterling (Dakota del Sur)
El municipio de Sterling (en inglés: Sterling Township) es un municipio ubicado en el condado de Brookings en el estado estadounidense de Dakota del Sur. En el año 2010 tenía una población de 378 habitantes y una densidad poblacional de 4,12 personas por km².

## Geografía
El municipio de Sterling se encuentra ubicado en las coordenadas 44°24′46″N 96°49′37″O / 44.41278, -96.82694. Según la Oficina del Censo de los Estados Unidos, el municipio tiene una superficie total de 91.64 km², todos correspondientes a tierra firme.

## Demografía
Según el censo de 2010, había 378 personas residiendo en el municipio de Sterling. La densidad de población era de 4,12 hab./km². De los 378 habitantes, el municipio de Sterling estaba compuesto por un 98.15% de blancos, el 1.06% de amerindios, el 0.26% eran asiáticos y el 0.53% pertenecían a dos o más razas. Del total de la población el 0.53% eran hispanos o latinos de cualquier raza.